# Bodianus sanguineus
Bodianus sanguineus  (Jordan & Evermann, 1903) è un pesce di acqua salata appartenente alla famiglia Labridae.

## Habitat e Distribuzione
Proviene dalle barriere coralline delle Hawaii, nell'oceano Pacifico. Nuota tra 100 e 120 m di profondità, ma occasionalmente è stato osservato a oltre 230 m.

## Descrizione
Presenta un corpo compresso lateralmente, abbastanza allungato e non particolarmente alto, con la testa dal profilo appuntito. La pinna dorsale e la pinna anale sono basse, ma la prima è decisamente più lunga della seconda. La pinna caudale non è biforcuta ma ha un margine arrotondato. Non supera i 19 cm.
La livrea non subisce moltissimi cambiamenti nel corso della vita del pesce; il corpo è sempre prevalentemente rosso od arancione, con una striscia gialla che parte dal muso, passa poco sopra l'occhio e termina nella parte alta del peduncolo caudale. Su quest'ultimo è presente una macchia nera, e una linea dello stesso colore è presente tra l'occhio e l'opercolo.

## Biologia

### Comportamento
Solitamente gli esemplari di questa specie nuotano in coppia, ed uno dei due sembra sempre essere visibilmente più grosso dell'altro.

### Riproduzione
È oviparo e la fecondazione è esterna. Non ci sono cure verso le uova

## Conservazione
È classificato come "a rischio minimo" (LC) dalla lista rossa IUCN perché non è minacciato da particolari pericoli ed inoltre è diffuso in diverse aree marine protette.